# Vagyonnyilatkozat
A vagyonnyilatkozat országgyűlési képviselők illetve törvény által erre kötelezett más személyek által teendő hivatalos nyilatkozat.

## Törvényi szabályozása
A képviselő a mandátuma érvényességének megállapításától számított harminc napon belül, majd megbízatásának megszűnésétől számított harminc napon belül köteles az Országgyűlés elnökénél vagyonnyilatkozatot tenni. A vagyonnyilatkozat elmulasztása esetén - annak benyújtásáig - képviselő tiszteletdíjban nem részesülhet.
A vagyonnyilatkozat tartalmára a magánszemélyek jövedelemadójáról szóló törvény rendelkezéseit kell alkalmazni.
A törvény záró rendelkezései között egy átmeneti rendelkezést tartalmaz: "A 12. §-ban előírt vagyonnyilatkozat a jelenleg mandátummal rendelkező országgyűlési képviselők e törvény hatálybalépésétől (a kihirdetésének napjától) számított 30 napon belül kötelesek megtenni az Országgyűlés elnökénél."
2007-ben született törvény (2007. évi CLII. törvény) a vagyonnyilatkozat-tételi kötelezettség részletesebb  szabályairól (szokásos rövidítése:Vnytv.).

## A törvény fő témakörei
- A vagyonnyilatkozat-tételre kötelezett személyek köre
- A vagyonnyilatkozat-tétel esedékessége
- A vagyonnyilatkozat őrzése
- A vagyonnyilatkozat-tételi kötelezettség
- A vagyonnyilatkozat-tételi kötelezettség megszegésének jogkövetkezményei
- A vagyonnyilatkozat-tétel formai követelményei
- A vagyongyarapodási vizsgálat

### A vagyonnyilatkozat-tételre kötelezett személyek
Vagyonnyilatkozat tételére kötelezett  az a közszolgálatban álló személy, aki – önállóan vagy testület tagjaként – javaslattételre, döntésre vagy ellenőrzésre jogosult
- a) közigazgatási hatósági vagy szabálysértési ügyben,
- b) közbeszerzési eljárás során,
- c) feladatai ellátása során költségvetési vagy egyéb pénzeszközök felett, továbbá az állami vagy önkormányzati vagyonnal való gazdálkodás, valamint elkülönített állami pénzalapok, fejezeti kezelésű előirányzatok, önkormányzati pénzügyi támogatási pénzkeretek tekintetében,
- d) egyedi állami vagy önkormányzati támogatásról való döntésre irányuló eljárás lefolytatása során, vagy
- e) állami vagy önkormányzati támogatások felhasználásának vizsgálata, vagy a felhasználással való elszámoltatás során.

Továbbá vagyonnyilatkozat tételére kötelezettek:
- közigazgatási államtitkár, helyettes államtitkár,
- a rendvédelmi feladatokat ellátó szervek hivatásos állományának szolgálati jogviszonyáról szóló törvény szerinti rendvédelmi feladatokat ellátó szervnél vagy polgári nemzetbiztonsági szolgálatnál osztályvezetői, illetve azzal azonos vagy magasabb beosztású vezetői beosztást, valamint a honvédek jogállásáról szóló kormányrendelet hatálya alá tartozó tábornoki vagy ezredesi rendfokozattal rendszeresített beosztást tölt be,
- politikai tanácsadó és főtanácsadó, kormány- vagy miniszteri tanácsadó vagy főtanácsadó,
- vezetői munkakört betöltő köztisztviselő vagy kormánytisztviselő,
- jogszabály alapján nemzetbiztonsági ellenőrzés alá eső köztisztviselői vagy kormánytisztviselői munkakört tölt be,
- ügyész vagy
- közjegyző,
- bírósági végrehajtó,
- a Nemzeti Adó- és Vámhivatal vezetői, illetve jogszabály alapján nemzetbiztonsági ellenőrzés alá eső munkakört betöltő foglalkoztatottja.

- a Magyar Fejlesztési Bank Rt. vezérigazgatója, igazgatóságának, felügyelőbizottságának elnöke és tagja,
- a Magyar Nemzeti Vagyonkezelő Zrt. felügyelőbizottságának és ellenőrző bizottságának tagja,
- a többségi állami részesedéssel működő gazdálkodó szervezet tisztségviselője és felügyelőbizottságának tagja,
- az Országgyűlés és a Kormány által alapított közalapítvány kezelő szervének vagy szervezetének tagja, illetve egyéb tisztségviselője, továbbá
- az a közszolgálatban nem álló személy, aki – önállóan vagy testület tagjaként – javaslattételre, döntésre, illetve ellenőrzésre jogosult:
- -az állam, önkormányzat, költségvetési intézmény, valamint többségi állami, illetve többségi önkormányzati tulajdonban lévő gazdasági társaság, továbbá az Országgyűlés, a Kormány, valamint önkormányzat által alapított közalapítvány által lefolytatott közbeszerzési eljárásban,
- -feladatai ellátása során költségvetési vagy egyéb pénzeszközök felett, továbbá az állami vagy önkormányzati vagyonnal való gazdálkodás, valamint elkülönített állami pénzalapok, fejezeti kezelésű előirányzatok, önkormányzati pénzügyi támogatási pénzkeretek tekintetében, illetve az Országgyűlés, a Kormány, valamint önkormányzat által alapított közalapítvány számára nyújtott támogatási pénzeszköz juttatásánál,
- -egyedi állami vagy önkormányzati támogatásról való döntésre irányuló eljárás lefolytatása során, vagy
- -állami, önkormányzati, illetve az Országgyűlés, a Kormány, valamint önkormányzat által alapított közalapítványi támogatások felhasználásának vizsgálata, valamint a felhasználással való elszámoltatás